# 蒙哥馬利 (喬治亞州)
蒙哥馬利（英語：Montgomery）是位於美國喬治亞州查塔姆縣的一個人口普查指定地區。

## 地理
蒙哥馬利的座標為31°56′36″N 81°06′24″W / 31.94333°N 81.10667°W，而該地最高點為海拔高度5米（即16英尺）。

## 人口
根據2010年美國人口普查的數據，蒙哥馬利的面積為15.70平方千米，當中陸地面積為13.50平方千米，而水域面積為2.20平方千米。當地共有人口4523人，而人口密度為每平方千米288人。